# Apscheron-Schwelle

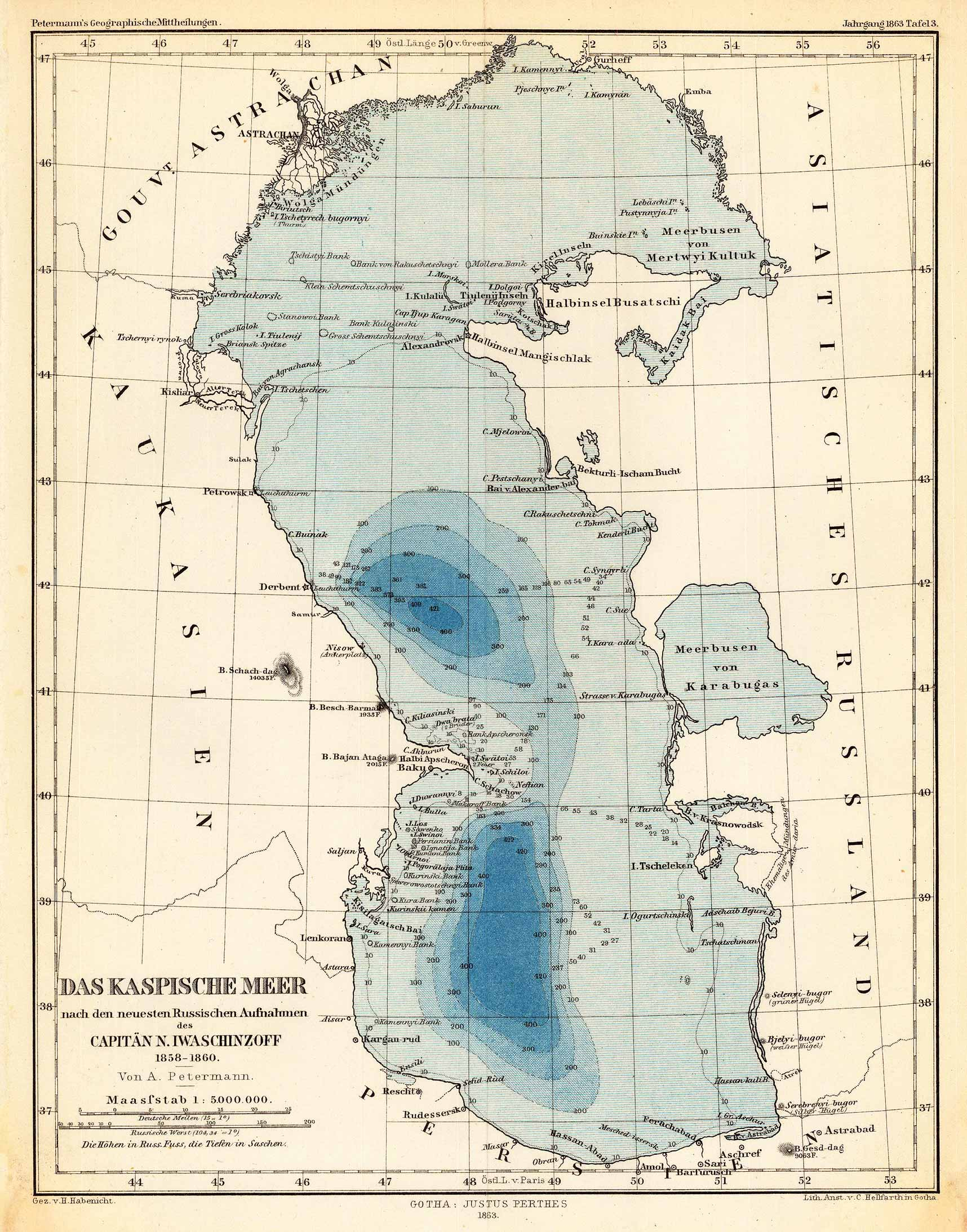
Das Kaspische Meer, Russische Aufnahmen von N. Iwaschinzoff, 1858–1860.

Die Apscheron-Schwelle (auch: Apsheron Sill, Apsheron Threshold, Absheron Sill, Apsheron Ridge, aserbaidschanisch Abşeron, persisch آب‌شوران, russisch Апшеро́н) ist ein bedeutender untermeerischer Höhenrücken, der sich etwas nördlich des 40° Breitengrades quer durch das Kaspische Meer zieht. Die bathymetrische Höhe verläuft über 250 km durch das Kaspische Meer von Baku in Aserbaidschan und von der Abşeron-Halbinsel zur Tscheleken-Halbinsel (Челекен полуостров - Tscheleken poluostrow) in Turkmenistan in nordwest–südöstlicher Richtung. Die Schwelle stellt eine Verlängerung des Großen Kaukasus dar und trennt dabei das zentrale und das südliche Becken des Kaspisees. Man vermutet, dass es sich um die oberflächliche Abbildung einer nordöstlich ausstreichenden Subduktionszone entlang der ozeanischen Kruste des Südkaspischen Beckens handelt. Die ozeanische Kruste des Südkaspischen Beckens schiebt sich hier unter die Zentralkaspische Scholle als Teil der komplexen Zone der Kontinental-Kollision zwischen der Arabischen Platte und der Eurasischen Platte.